# Luisa Spaniel
Luisa Spaniel (* 1998 in Berlin) ist eine deutsche Schauspielerin im Bereich Film, Fernsehen und Theater.

## Leben
Luisa Spaniel wurde 1998 als zweites Kind ihrer Eltern in Berlin geboren. Ihre Karriere begann 2006, als sie in das Kinderensemble des Friedrichstadt-Palast Berlin aufgenommen wurde. Im Fernsehen tauchte sie 2009 zum ersten Mal in der Werbung auf. Ihre erste Filmhauptrolle hatte sie 2010 in dem Fernsehfilm: Familie Fröhlich – Schlimmer geht immer als Nele Fröhlich.

## Filmografie

### Fernsehen
- 2010: Sommerkleid & Anzug
- 2010: Familie Fröhlich – Schlimmer geht immer
- 2010: Lilly Schönauer – Wo die Liebe hinfällt
- 2012: Löwenzahn – Luft
- 2012: Beutolomäus und der falsche Verdacht

### Kino
- 2012: Hanni & Nanni 2
- 2013: Hanni & Nanni 3

## Theater
Im Friedrichstadt-Palast:
- 2006: der Zauberer von Camelot
- 2007: Jingle Bells
- 2008: Kinder der Bounty
- 2009: Die Schneekönigin
- 2010: Träume brauchen Anlauf
- 2011: Die Schneekönigin
- 2012: Ganz schön anders
- 2013: Keinschneechaos im Tal der Rosa Plüschhasen